# Chủ nghĩa xóa và chủ nghĩa thêm trên Wikipedia
Chủ nghĩa xóa (tiếng Anh: Deletionism) và chủ nghĩa thêm (tiếng Anh: Inclusionism) là hai triết lý đối lập nhau được đưa ra bởi các biên tập viên của bách khoa toàn thư mở Wikipedia, liên quan đến các tiêu chí về việc quyết định giữ lại bài viết hoặc xóa nội dung của dự án.
Trên Wikipedia, những thành viên thuộc chủ nghĩa xóa thường tranh luận cho việc xóa các bài mà họ cáo buộc là quá ngắn và hoặc được viết quá tệ, những bài thiếu nguồn tham khảo hay chỉ có những nguồn được lấy từ Internet (đặc biệt là các blog, forum, và các trang web cá nhân), tất cả các bài được liệt kê trong thể loại không đủ độ nổi bật,, các sự kiện được coi là thông tin bên lề hay chỉ là những vấn đề của văn hóa quần chúng, cũng như tất cả các chủ đề mà họ cho rằng không bách khoa.
Còn đối với những thành viên thuộc chủ nghĩa thêm thì ngược lại, họ tranh luận cho việc giữ thêm nhiều bài viết tại Wikipedia. Họ cũng kêu gọi khoan dung hơn với các bài sơ khai, đồng thời cho phép các blog nổi tiếng cũng như một số nội dung Internet khác được dùng làm nguồn tham khảo cho bài viết.

## Bối cảnh
Để tránh bị phá hoại, cũng như để xây dựng dự án có nội dung phù hợp, các wiki thường đề ra các quy định liên quan đến những chủ đề mà mình bao phủ. Wikipedia cũng đã tạo ra những không gian dành cho vấn đề này và để giải quyết những tranh luận khác nhau liên quan đến từng bài viết. Mọi thành viên đều có thể mở ra các cuộc tranh luận kiểu này, và nó được diễn ra tại trang "Biểu quyết xoá bài". Rất nhiều cuộc tranh luận không chỉ liên quan đến nội dung của từng bài viết, mà các thành viên còn trình bày "những quan điểm khác nhau về cách soạn thảo một bách khoa toàn thư lý tưởng."
Khi kết thúc một cuộc tranh luận, bảo quản viên đánh giá sự đồng thuận đạt được của cộng đồng. Cũng có những bài viết hay chủ đề không cần đưa ra thảo luận, được treo biển rồi bị xóa bởi bảo quản viên.
Vào thời điểm cuối năm 2006, ước tính rằng các không gian liên quan đến sự quản trị của Wikipedia và liên quan đến các quy định là những phần có nội dung phát triển nhanh nhất. Chiếm khoảng 1/4 nội dung toàn dự án.

## Luận điểm
Hai tổ chức "Hiệp hội Thành viên Wikipedia theo Chủ nghĩa Thêm" (Association of Inclusionist Wikipedians) và "Hiệp hội Thành viên Wikipedia theo Chủ nghĩa Xóa" (Association of Deletionist Wikipedians) đã được các bảo quản viên thành lập. Mỗi bên đều có trang riêng tại Wikimedia, để liệt kê các thành viên của mình, tuyên bố các điều lệ và nguyên tắc.
Những người thuộc chủ nghĩa thêm lập luận rằng sự quan tâm của một số ít người có thể là một điều kiện đủ cho sự tồn tại của một bài viết, khi mà bài viết đó đều vô hại, không vi phạm điều lệ gì, và vì không có giới hạn về dung lượng của Wikipedia. Khẩu hiệu của họ là "Wikipedia không phải là giấy" (Wikipedia is not paper).
Ở phía đối diện, những luận điểm của các thành viên theo chủ nghĩa xóa xoay quanh khái niệm của sự khách quan và sự phù hợp, nêu lên rằng "Wikipedia không phải là Google" (Wikipedia is not Google), hay "một đống đổ nát" (a junkyard). Họ lập luận rằng cần phải có đủ người quan tâm là điều kiện cần thiết để có một bài viết có chất lượng, và sự tồn tại của các bài viết về các chủ đề tầm thường sẽ làm giảm độ tin cậy và ảnh hưởng đến thành công của Wikipedia trong tương lai. Họ ủng hộ việc thành lập và thực thi các tiêu chuẩn và chính sách cụ thể như một dạng luật pháp.
Giáo sư ngành báo chí K.G. Schneider đã xác định tâm lý của những thành viên theo chủ nghĩa xóa sẽ được thể hiện một khi dự án bắt đầu chuyển từ giai đoạn chạy theo số lượng sang theo đuổi chất lượng.
Một trang "Wikimorgue" - "Nhà xác Wiki", nơi lưu giữ tất cả các bài bị xóa cũng như lịch sử sửa đổi của nó, đã được đề xuất như một phương tiện giúp làm minh bạch hơn quá trình xóa bài viết. Website Deletionpedia đã thực hiện điều này từ tháng 2 cho đến tháng 9 năm 2008.

### Những người thuộc chủ nghĩa thêm nổi tiếng
Người đồng sáng lập ra Wikipedia, Larry Sanger, tự xác định mình là người thuộc chủ nghĩa thêm, trừ những vấn đề liên quan đến tình dục, và áp dụng nó cho dự án Citizendium.
Thành viên nổi tiếng Simon Pulsifer cũng ủng hộ việc phủ rộng nhiều chủ đề hơn, và anh đã sử dụng chiến thuật phục hồi một vài bài viết bị xóa, với hy vọng sẽ không một ai nhận ra.
Andrew Lih, một thành viên đã chuyển từ vị thế một người theo chủ nghĩa xóa sang một người theo chủ nghĩa thêm, ông nhận thấy so với thời gian phát triển ban đầu, Wikipedia đã trở nên thận trọng hơn. Anh đã đổi quan điểm sau khi bài viết về mạng xã hội Pownce của mình bị xóa nhanh bởi một bảo quản viên vì bị coi như quảng cáo.

### Giải pháp thay thế
Nằm giữa hai nhóm trên, đã có nhiều ý thức hệ khác nhau đã được hình thành mà không loại trừ lẫn nhau.
Tháng 11 năm 2004, biên tập viên Reene Sylverwind đã lập "Hiệp hội các Thành viên Wikipedia theo Chủ nghĩa Sáp nhập" (Association of Mergist Wikipedians) với mục đích đưa ra một giải pháp trung dung nằm giữa hai nhóm đã nêu ở trên. Nội dung bài viết được yêu cầu xóa được đưa đến làm một phần của bài viết có độ nổi bật quan trọng hơn, đây là một dạng thỏa hiệp, vì nội dung đã không bị xóa như yêu cầu của nhóm thành viên của chủ nghĩa thêm. Nhưng mục từ độc lập vốn có thì đã không còn tồn tại, đáp ứng được yêu cầu của những người theo chủ nghĩa xóa.
Một tổ chức khác đứng giữa hai tư tưởng này là "Hiệp hội các thành viên Wikipedia Không thích Tạo ra những Tranh cãi Rộng rãi Về Độ nổi bật của một Thể loại Chung của các Bài viết, và Ủng hộ việc Xóa một Bộ phận các Bài viết Kém chất lượng, nhưng Điều đó Không có Nghĩa Họ Là những Người theo Chủ nghĩa Xóa" (Association of Wikipedians Who Dislike Making Broad Judgments About the Worthiness of a General Category of Article, and Who Are in Favor of the Deletion of Some Particularly Bad Articles, but That Doesn't Mean They Are Deletionists).

## Phê bình
Nhà lưu trữ Jason Scott đã quan sát một lượng lớn các nỗ lực lãng phí dùng để tranh luận cho việc xóa bài viết. Điều này cũng có thể đóng góp cho sự tan rã của cộng đồng, và làm hạn chế thông tin, hoặc làm giảm tỷ lệ tạo ra bài viết mới và sự giảm niềm đam mê và động lực giữa các biên tập viên. Tuy nhiên, một số đã quan sát rằng sự tương tác giữa hai nhóm thực sự có thể dẫn đến một sự nâng cao chất lượng tổng thể của nội dung của dự án.
Tiểu thuyết gia Nicholson Baker kể lại về bài viết đầu tiên của ông trên Wikipedia viết về nhà thơ Richard Denner đã được xóa vì "không đủ độ nổi bật", và chỉ trích hành vi quá cẩn trọng của các biên tập viên trên tạp chí New York Review of Books.
"There are some people on Wikipedia now who are just bullies, who take pleasure in wrecking and mocking people's work – even to the point of laughing at non-standard 'Engrish'. They poke articles full of warnings and citation-needed notes and deletion prods till the topics go away."— Nicholson Baker

"Có một số người trên Wikipedia bây giờ chỉ là những người giỏi bắt nạt, những người có niềm vui trong công việc phá hoại và chế nhạo người khác - thậm chí đến mức cười thứ tiếng Anh 'Engrish' không chuẩn. Họ gắn vào bài viết đủ các biển cảnh cáo và ghi chú cần dẫn nguồn cho đến khi nó biến mất."— Nicholson Baker

Nhà báo Dick Pountain đã thử lại các phê bình của Baker và thấy rằng nó được chứng minh là đúng.
Những cuộc tranh luận như vậy đã dẫn đến việc hình thành một số website phê bình Wikipedia như trang Wikitruth, chuyên dõi theo những bài có nguy cơ bị xóa. Biên tập viên của Wikinews, Brian McNeil, đã nói việc biên tập mọi cuốn bách khoa toàn thư đều phải trải qua những cuộc tranh luận nội bộ, điều khác nhau và ở Wikipedia nó luôn được công khai.

## Đối tượng của những bài viết bị xóa
Vào tháng 7 năm 2006, tạp chí tin tức công nghệ Anh The Inquirer cảm thấy bị xúc phạm bởi tuyên bố của một số biên tập viên Wikipedia cho rằng tạp chí này dự định dùng loạt truyện Everywhere Girl để tạo nên hiện tượng về cô người mẫu này. Người của tạp chí tiến hành một chiến dịch có thể dễ dàng nhận thấy nhằm loại bỏ tất những tham khảo về Everywhere Girl trên Wikipedia. Sau đó, họ phát hiện một điều trái với lẽ thường rằng tin tức về việc xóa nội dung trong bài viết Wikipedia của họ đã được đưa vào bài viết trên Wikipedia.
Tháng 12 năm 2006, nhà văn và nhà soạn nhạc Matthew Dallman thấy rằng tiểu sử của ông trên Wikipedia được đưa ra tranh luận và sau đó là bỏ phiếu. Ông đã quyết định không dùng tư cách của mình để tham vào vụ việc do quan điểm không thích cá nhân tự đề xướng của Wikipedia. Ông nói rằng: "Điều này giống như tôi đang bị thử nghiệm và tôi không thể nào xác nhận được", mặc dù ông đã không thể cưỡng lại sự thôi thúc.